# Габуния, Георгий Валерьевич
Георгий Валерьевич Габуния (6 сентября 1952, Москва — 22 января 2000, там же) — российский государственный деятель.

## Биография
- окончил МГИМО по специальности «экономист по международным валютно-кредитным отношениям» в 1974 году;
- работал во Всесоюзном научно-исследовательском институте (ВНИИ) конъюнктуры, в секретариате Конференции Организации объединённых наций (ООН) по торговле и развитию (Женева);
- в 1990—1991 годах — советник Управления международных отношений Министерства иностранных дел Союза ССР (МИД СССР);
- в 1991 — 1992 годах — начальник Управления многостороннего экономического сотрудничества и координации технической помощи Комитета внешних экономических связей при Министерстве иностранных дел РСФСР (с февраля 1992 года — Министерства внешних экономических связей Российской Федерации);
- в 1992 — 1997 годах — заместитель министра внешних экономических связей Российской Федерации;
- в 1997 — 1998 годах — первый заместитель министра внешних экономических связей и торговли Российской Федерации;
- в мае — июле 1998 года — и. о. министра промышленности и торговли Российской Федерации в составе кабинета С. В. Кириенко;
- 18 сентября 1998 года — 12 мая 1999 года — Министр торговли Российской Федерации, в составе кабинета Е. М. Примакова;
- с 18 июня 1999 года — первый заместитель министра торговли Российской Федерации.

Умер во время игры в футбол. Похоронен на Ваганьковском кладбище.

## Награды
1999 год — Почётная грамота Правительства Российской Федерации — за заслуги перед государством и многолетний добросовестный труд.

## Семейное положение
Был женат. Двое детей — сын Филипп (13.12.1980 года рожд.) — заместитель Председателя Банка России (ранее был директором Департамента формирования Единого экономического пространства Министерства экономического развития Российской Федерации (с 2010) и дочь Ксения (1987 г.р.).